# Alexander Vraciu

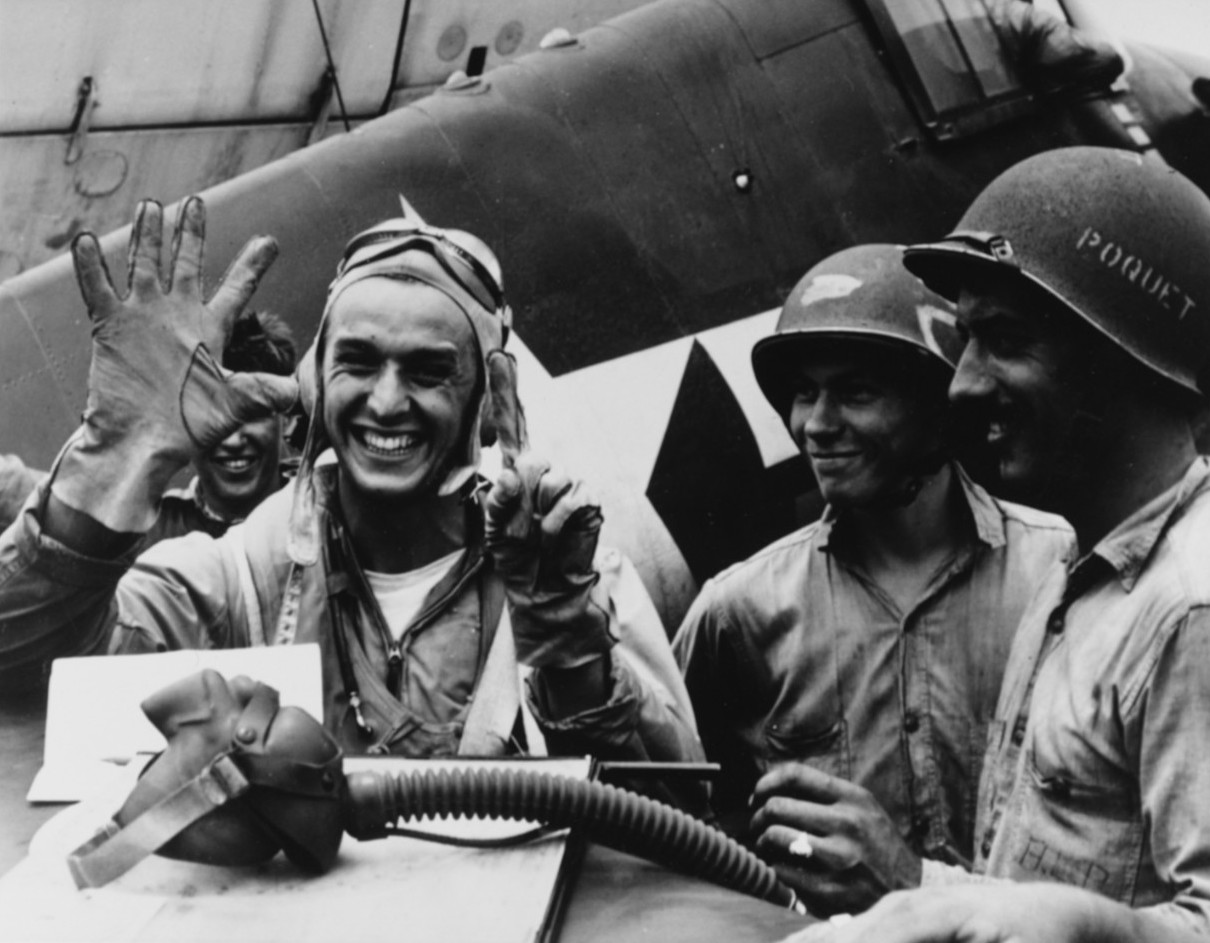
Alexander Vraciu în iunie 1944 arătând că a doborât șase avioane japoneze inamice.

Alexander Vraciu (n. 2 noiembrie 1918 – d. 29 ianuarie 2015) a fost un as al US NAVY de origine română care a distrus în perioada celui de-al Doilea Război Mondial 19 avioane. O dată a doborât în opt minute șase avioane de vânătoare japoneze.

## Biografie
Alexander Vraciu s-a născut în East Chicago, Indiana⁠(en)[traduceți], Statele Unite ale Americii, în data de 2 noiembrie 1918. Fiu al unor imigranți români, provine din partea estică a orașului Chicago, care a avut o comunitatea mare de români între anii 1900 și 1950 în zona Indiana. Vraciu a copilărit în România. Tatăl său, Alexandru Vraciu, era originar din Poiana Sibiului, iar mama sa, Maria Vraciu (născută Tincu), din Sebeșul Săsesc. La începutul anilor 1941 a absolvit Universitatea DePauw, iar în luna iunie, Vraciu s-a înrolat ca aviator în Marina Militară a Statelor Unite ale Americii.

### Serviciul în timpul războiului
În august 1942, Vraciu a fost mobilizat ca sublocotenent al Marinei Statelor Unite ale Americii. La sfârșitul lunii martie 1943 a fost mutat la Escadrila șase de avioane de vânătoare (VF-6), sub comanda lt. comandor Edward "Butch" O'Hare, primul as al Marinei SUA. O'Hare l-a făcut pe Vraciu coechipierul său, dându-i sfaturi valoroase privind luptele aeriene.
Escadrila a intrat în luptă în octombrie 1943, pe portavionul USS Independence.
Vraciu și-a obținut prima sa victorie aeriană la 10 octombrie 1943 într-o acțiune împotriva insulelor Wake. El și O'Hare au dat peste o formațiune inamică; O'Hare a coborât sub nori pentru a ataca un Mitsubishi Zero japonez, Vraciu pierzându-l, dar s-a angajat în urmărirea unui al doilea avion de vânătoare Zero spre Wake Island, unde avionul japonez a aterizat.  Vraciu a distrus avionul japonez la sol. Apoi a observat un bombardier japonez a Mitsubishi G4M („Betty") pe care l-a doborât. Vraciu mai târziu comenta: „O'Hare îi învăța pe piloții escadrilei lucruri mărunte, care mai târziu le salvau viețile. Un exemplu era ca înainte de a te angaja într-un atac cu foc de mitralieră să-ți răsucești bine capul jur-împrejur pentru a te asigura că nu ești urmărit de vreun avion de vânătoare inamic." Vraciu de asemenea a învățat de la O'Hare „abordarea din zona superioară” aplicată atunci când ataca avioane de bombardament japoneze „Betty" pentru a se proteja de tunul de 20 mm  mânuit de trăgătorul aflat în coada avionului.
Escadronul de avioane de vânătoare al lui Vraciu mai târziu s-a transferat la bordul portavionului USS Intrepid, poreclit „Cel rău” datorită reputației sale de a aduce ghinion. Oricum, Vraciu a început să doboare mai multe avioane inamice într-o singură zi: trei avioane de bombardament „Betty”  la 29 ianuarie 1944 și patru avioane de vânătoare deasupra atolului Truk pe 17 februarie. Cu șase victorii astfel devenea și a rămas până în prezent asul cu cele mai multe victorii al escadrilei VF-6.
În pofida faptului că avea oportunitatea de a fi retras temporar din activitate în SUA, Vraciu a cerut să fie trimis în luptă și astfel a fost mutat împreună cu escadrila VF-16 pe USS Lexington. Până la mijlocul lunii iunie avea la activ 12 avioane inamice doborâte, la timpul respectiv acesta fiind un record al aviatorilor de pe nave.
Ziua în care Vraciu a repurtat cel mai mare succes ca pilot a fost în timpul primei bătălii din Marea Filipinelor, zi cunoscută de asemenea și ca „Marea vânătoare de curcani din insulele Mariane” în data de 19 iunie. În ciuda faptului că compresorul de supraalimentare s-a defectat, Vraciu a interceptat o formațiune de bombardiere în picaj japoneze, distrugând șase dintre ele doar în opt minute. După ce Vraciu a aterizat, responsabilul care se ocupa cu logistica militară de pe portavionul „Lexington” a descoperit că a folosit doar 360 de cartușe; pentru fiecare dintre cele șase avioane doborâte revenind o rafală mai scurtă de șase secunde.   
În ziua următoare escortând avioane de bombardament americane într-un raid asupra Primei Flote Aeriene Japoneze de pe Kido Butai/Flota Mobilă, Vraciu și-a doborât cea de a 19-a victimă, ajungând astfel cu o distanță considerabilă primul dintre așii Marinei SUA, deși a reușit să-și mențină acest titlu doar pentru o perioadă de patru luni.
Pentru succesul său din Prima Bătălie din Marea Filipinelor el a fost propus pentru a fi decorat cu Medalia de Onoare. Cu toate acestea, când a ajuns pentru aprobare la amiralul George Dominic Murray, acesta i-a acordat doar decorația Crucea Marinei Militare. 
Imediat după aceasta, Vraciu a primit sarcina să promoveze vânzarea acțiunilor de război în SUA pentru a sprijini efortul de război. În cursul acestei campanii s-a căsătorit cu iubita lui, Kathryn Horn cu care vor avea trei fete și doi băieți. 
Mai târziu în anul 1944, Vraciu a reușit să se întoarcă în lupte zburând pe avionul de vânătoare F6F Hellcat în escadrila VF-20. După două misiuni cu escadrila VF-20, a fost doborât de antiaeriană deasupra insulelor Filipine. Vraciu a fost salvat de luptătorii din rezistența filipineză care l-au numit comandantul unității de gherilă care număra 180 de luptători. După șase săptămâni a reușit să contacteze armata americană și să se întoarcă la Marina militară.
Vraciu a terminat războiul ca al patrulea as al Marinei Militare SUA.
După război a devenit pilot de încercare. Promovat la gradul de comandor, Vraciu a condus escadrila VF-51 între anii 1956-1958, în anul 1957 câștigând concursul de tragere individuală a Marinei Militare SUA. 
S-a retras din armată în anul 1964 pentru a începe o carieră în domeniul bancar.
Vraciu a trăit  în Danville, California. A apărut în ianuarie 2007 în „Ucigașul de Zero-uri”, un episod al canalului History Channel.
El a refuzat în mod încăpățânat să-și scrie autobiografia. Cu toate acestea, Vraciu a cooperat cu Indiana Historical Society Press, care în luna mai 2010 a publicat un articol despre viața sa cu titlul „Pilot de avion de vânătoare: Cariera lui Alex Vraciu în al Doilea Război Mondial”.